# Bangia enteromorphoides
Espèce
Bangia enteromorphoides est une espèce d'algues rouges de la famille des Bangiaceae.

## Publication originale
- (la + en) Dawson, 1953 : Marine red algae of Pacific Mexico. Part 1. Bangiales to Corallinaceae subf. Corallinoidae. Allan Hancock Pacific Expeditions, vol. 17, p. 1-239 (texte intégral).

### Sous l’orthographe erronéeB. enteromorphioides
- (en) WoRMS : espèce Bangia enteromorphioides E.Y.Dawson, 1953 (consulté le 2 avril 2018)